# (36017) 1999 ND43
1999 ND43 (asteroide 36017) é um asteroide Amor. Possui uma excentricidade de 0.31402011 e uma inclinação de 5.55420º.
Este asteroide foi descoberto no dia 14 de julho de 1999 por LINEAR em Socorro.